# Litsea reticulata
Litsea reticulata là loài thực vật có hoa trong họ Nguyệt quế. Loài này được (Meisn.) F. Muell. miêu tả khoa học đầu tiên năm 1882.